# Carlos Morán (futbolista)
Carlos Morán (n. Monterrey, México; 29 de agosto de 1976) es un futbolista Ecuatoriano nacido en México, de padres ecuatorianos. Jugó de arquero y su último equipo fue el Barcelona Sporting Club de la Serie A de Ecuador. Se retiró en enero del 2014.
Es parte del elenco del programa de radio Minuto Cero de la radio ecuatoriana Diblu.ec. También fue "editor de deportes" en el diario La República (Ecuador). Fue comentarista  en las transmisiones del Campeonato Nacional para Ecuador TV Internacional, y actualmente es panelista en el programa "Debate Fútbol Ecuador" que se transmite de lunes a viernes en la cadena DirecTV Sports dentro del territorio ecuatoriano. Adicionalmente organiza un evento llamado "Soccer College Showcase" el cual otorga becas a Universidades de Estados Unidos a estudiantes ecuatorianos por desempeño en fútbol.

## Clubes
| Club                                       | País    | Año         |
| ------------------------------------------ | ------- | ----------- |
| Club Sport Emelec                          | Ecuador | 1992 - 1993 |
| Liga Deportiva Universitaria de Portoviejo | Ecuador | 1993 - 1994 |
| Club Sport Emelec                          | Ecuador | 1994 - 2000 |
| Toros Neza                                 | México  | 2000 - 2001 |
| Panamá                                     | Ecuador | 2001 - 2002 |
| Espoli                                     | Ecuador | 2002 - 2003 |
| Deportivo Cuenca                           | Ecuador | 2003 - 2009 |
| CF Indios                                  | México  | 2010 - 2011 |
| Barcelona                                  | Ecuador | 2011 - 2014 |

## Palmarés

### Campeonatos nacionales
| Título              | Club             | País    | Año  |
| ------------------- | ---------------- | ------- | ---- |
| Campeonato Nacional | Emelec           | Ecuador | 1994 |
| Campeonato Nacional | Deportivo Cuenca | Ecuador | 2004 |
| Campeonato Nacional | Barcelona        | Ecuador | 2012 |